# Hamiltoniauletes guadelupensis
Hamiltoniauletes guadelupensis là một loài bọ cánh cứng trong họ Rhynchitidae. Loài này được Hustache miêu tả khoa học năm 1929.